# Nadine Isaacs
Nadine Isaacs (1942–2004) fue una arquitecta jamaicana. Fue la primera mujer vicepresidenta de la Architects Registration Board y la primera mujer en ser presidenta del Instituto de Jamaica de Arquitectos. Fue jefa de la Escuela de Arquitectura del Caribe, cuando fue la primera mujer que lo lideró, y también dirigió la facultad de Built Environment en la Universidad de tecnología de Jamaica en Kingston.

## Biografía
Nadine Isaacs nació en Kingston en 1942, hija de Ivy y Wills Isaacs. Se graduó en la Universidad de Sídney (Australia) en arquitectura y regresó a su país para trabajar en el Ministerio jamaicano de vivienda, hasta convertirse en la arquitecta ejecutiva sénior. A mediados de los años 1970 trabajó en el Banco Mundial en proyectos con el Ministerio de vivienda para mejorar la disponibilidad de materiales de bajo coste para techumbre. El trabajo de Isaacs era evaluar los requisitos necesarios en función de los precios de venta al público. Pasó a la división de sitios y servicios y trabajó diseñando y construyendo viviendas de bajo coste, para posteriormente trabajar en Urban Development Corporation antes de abrir su propia empresa.
En 1986, Isaacs fue elegida como la primera mujer presidenta del Instituto de Jamaica de Arquitectos. Fue reelegida para un segundo mandatos en 1987 y ese mismo año se convirtió en vicepresidenta de la nueva Architects Registration Board. En 1999, Isaacs pasó a ser la primera mujer en encabezar la Escuela de Arquitectura del Caribe y fue la primera mujer en ser socia del Instituto de Jamaica de Arquitectos. También dirigió la facultad de Built Environment en la Universidad de tecnología de Jamaica en Kingston.
Murió después de una larga lucha contra el cáncer el 16 de junio de 2004 en Kingston, Jamaica. Póstumamente, un premio anual de diseño otorgado por la Universidad de Tecnología lleva su nombre.